# Rapsodies (Vangelis)
Rapsodies is het derde muziekalbum waarbij Vangelis en Irene Papas (Ειρήνη Παππά) samenwerkten. Allereerst van de track Infinity op Aphrodite's Childs 666, vervolgens het album Odes en in 1986 dit album. Gezien het enorme muzikale verschil tussen met name Invisible Connections in de muziek van Vangelis lijkt het erop dat de opnamen al eerder hadden plaatsgevonden of in gang waren gezet. Het album vermeldde alleen plaats van opname Nemo Studio te Londen, 1986. De muziek van Invisible Connections is te omschrijven als experimentele elektronische muziek; dit album is meer in de stemming van orthodoxe muziek van Griekenland, Constantinopel en omstreken. De instrumentale track Rapsodies klinkt als Vangelis van voor Soil Festivities.

## Musici
- Irene Papas – zang, spreekstem op (7)
- Vangelis – toetsinstrumenten
- Lefteris Papadopoulos (Λευτέρης Παπαδόπουλος) - tekst (7)

## Tracklist
| Nr. | Titel                                                                             | Duur  |
| --- | --------------------------------------------------------------------------------- | ----- |
| 1.  | TH ΥΠΕΡΜΑΧΩ ΣΤΡΑΤΗΓΩ (instrumentaal) (Tot de vrouwelijke generaal die verdedigde) | 6:51  |
| 2.  | Ω! ΓΛΥΚΥ ΜΟΥ ΕΑΡ (Oh, heerlijke lente)                                            | 8:40  |
| 3.  | TON NYMΦΩNA ΣΟΥ ΒΛΕΠΩ (Ik zie jouw trouwkamer)                                    | 1:36  |
| 4.  | ΡΑΨΩΔΙΑ (Rapsodia)                                                                | 5:24  |
| 5.  | THN ΩΡΑΙΟΤΗΤΑ ΤΗΣ ΠAPΘENIΑΣ ΣΟΥ (De reinheid van je maagdelijkheid)               | 4:39  |
| 6.  | ΧΡΙΣΤΟΣ ANEΣΤH (Christus is opgestaan)                                            | 7:20  |
| 7.  | ΑΣΜΑ ΑΣΜΑΤΩN (Het lied der liederen)                                              | 11:14 |